# Liste von Terroranschlägen im Jahr 1995
Die Liste von Terroranschlägen im Jahr 1995 enthält eine unvollständige Auswahl von Terroranschlägen, die im Jahr 1995 passierten. Attentate werden gesondert in der Liste bekannter Attentate behandelt. Die Liste von Sprengstoffanschlägen listet auch nichtterroristische Anschläge. Die Liste von Flugzeugentführungen enthält eine Liste mit meist terroristischem Hintergrund. Im Artikel Rechtsterrorismus werden weitere terroristische Anschläge aufgezählt.

## Erläuterung
In der Spalte Politische Ausrichtung ist die politische bzw. weltanschauliche Einordnung der Täter angegeben: faschistisch, rassistisch, nationalistisch, nationalsozialistisch, sozialistisch, kommunistisch, antiimperialistisch, islamistisch (schiitisch, sunnitisch, deobandisch, salafistisch, wahhabitisch), hinduistisch. Bei vorrangig auf staatliche Unabhängigkeit oder Autonomie zielender Ausrichtung ist autonomistisch vorangestellt, gefolgt von der Region oder der Volksgruppe und ggf. weiteren Merkmalen der Täter: armenisch, irisch (katholisch), kurdisch, tirolisch, tschetschenisch, dagestanisch, punjabisch (sikhistisch), palästinensisch.
Die Opferzahlen der Anschläge werden farbig dargestellt:

Die Zahl bei den Anschlägen getöteter/verletzter Täter ist in Klammern ( ) gesetzt.

## Januar
| Datum/Beginn    | Betroffenes Land | Anschlag                     | Täter                             | Politische Ausrichtung                                         | Mittel                             | Ziel                 | Tote    | Verletzte | Hintergrund                           |
| --------------- | ---------------- | ---------------------------- | --------------------------------- | -------------------------------------------------------------- | ---------------------------------- | -------------------- | ------- | --------- | ------------------------------------- |
| 02. Januar 1995 | Kambodscha       | Anschlag in Kampong Chhnang  | Rote Khmer                        | kommunistisch, nationalistisch                                 | Mine                               | Zug                  | 8       | 36        |                                       |
| 03. Januar 1995 | Ruanda           | Anschlag in Cyangugu         |                                   |                                                                | Schusswaffe(n), Granate(n)         | Waisenhaus           | 1       | 25        | Völkermord in Ruanda                  |
| 07. Januar 1995 | Ruanda           | Anschlag in Kigali           |                                   |                                                                | Schusswaffe(n)                     | Flüchtlingslager     | 12      | 37        | Völkermord in Ruanda                  |
| 14. Januar 1995 | China            | Anschlag in Kunming          |                                   |                                                                | Sprengstoff                        | Kaufhaus             | 1       | 98        |                                       |
| 19. Januar 1995 | Algerien         | Anschlag in Bougara          |                                   |                                                                | Autobombe                          | Markt                | 2       | 20        | Algerischer Bürgerkrieg               |
| 22. Januar 1995 | Israel           | Anschlag in der Scharonebene | Islamischer Dschihad in Palästina | palästinensisch-nationalistisch, islamistisch, antizionistisch | 2 Selbstmordattentäter             | Bushaltestelle       | 21 (+2) | 69        | Israelisch-Palästinensischer Konflikt |
| 26. Januar 1995 | Indien           | Anschlag in Jammu            | Islamisten                        | islamistisch                                                   | 3 Sprengsätze                      | Kundgebung           | 8       | 60        | Aufstand in Kaschmir                  |
| 28. Januar 1995 | Südafrika        | Anschlag in Daveyton         |                                   |                                                                | Granate                            | Bar                  | 2       | 35        |                                       |
| 30. Januar 1995 | Algerien         | Anschlag in Algier           | GIA                               | salafistisch, wahhabitisch                                     | Selbstmordattentäter mit Autobombe | Polizeihauptquartier | 42 (+1) | 286       | Algerischer Bürgerkrieg               |

## Februar
| Datum/Beginn     | Betroffenes Land | Anschlag               | Täter                      | Politische Ausrichtung                     | Mittel                                     | Ziel                              | Tote | Verletzte | Hintergrund            |
| ---------------- | ---------------- | ---------------------- | -------------------------- | ------------------------------------------ | ------------------------------------------ | --------------------------------- | ---- | --------- | ---------------------- |
| 04. Februar 1995 | Österreich       | Anschlag in Oberwart   | Franz Fuchs                | nationalistisch, rassistisch               | Sprengfalle                                | Roma                              | 4    |           |                        |
| 05. Februar 1995 | Pakistan         | Anschlag in Karatschi  |                            |                                            | Schusswaffen                               | Moschee                           | 8    | 25        |                        |
| 06. Februar 1995 | Österreich       | Anschlag in Stinatz    | Neonazis                   | neonazistisch                              | Sprengstoff                                | Kroatische Touristen              | 0    | 1         |                        |
| 10. Februar 1995 | Indien           | Anschlag in Srinagar   | Muslimische Milizionäre    |                                            | Schusswaffen                               | Kontrollpunkt                     | 7    | 37        | Aufstand in Kaschmir   |
| 12. Februar 1995 | Bangladesch      | Anschlag in Rajshahi   | Bangladesh Jamaat-e-Islami | islamistisch                               | Schusswaffen, Schrotflinte(n), Sprengsätze | Hotels                            | 2    | 100       |                        |
| 12. Februar 1995 | Deutschland      | Anschlag in Velbert    | Rechtsextremisten          | rechtsextremistisch, nationalsozialistisch | Messer                                     | Obdachloser                       | 1    | 0         |                        |
| 20. Februar 1995 | Deutschland      | Anschlag in Greifswald | Rechtsextremisten          | rechtsextremistisch, nationalsozialistisch |                                            | Chinesische Wirtschaftsdelegation | 0    | 1         |                        |
| 25. Februar 1995 | Burundi          | Anschlag in Ngozi      |                            |                                            |                                            | Militärkonvoi                     | 30   | 0         | Völkermorde in Burundi |
| 27. Februar 1995 | Irak             | Anschlag in Zaxo       | PUK                        | kurdisch-nationalistisch                   | Autobombe                                  | Markt                             | 76   | 141       | DPK-PUK-Konflikt       |

## März
| Datum/Beginn  | Betroffenes Land | Anschlag               | Täter            | Politische Ausrichtung                      | Mittel                     | Ziel                      | Tote     | Verletzte | Hintergrund                                       |
| ------------- | ---------------- | ---------------------- | ---------------- | ------------------------------------------- | -------------------------- | ------------------------- | -------- | --------- | ------------------------------------------------- |
| 03. März 1995 | Burundi          | Anschlag in Muyinga    |                  |                                             | Granaten                   | Schule                    | 1        | 44        | Völkermorde in Burundi                            |
| 05. März 1995 | Indien           | Anschlag in Kohima     | Naga-Extremisten |                                             | Schusswaffe(n)             | Konvoi, Sicherheitskräfte | 8        | 20        | Nagaland-Konflikt                                 |
| 08. März 1995 | Deutschland      | Anschlag in Gladbeck   |                  |                                             | Brandstiftung              | Türkische Residenzen      | 0        | 1         |                                                   |
| 10. März 1995 | Pakistan         | Anschlag in Karatschi  |                  |                                             | Autobombe                  | Moschee                   | 12       | 26        |                                                   |
| 10. März 1995 | Algerien         | Anschlag in Algier     | GIA              | salafistisch, wahhabitisch                  | Autobombe                  | Polizeigebäude            | 0        | 60        | Algerischer Bürgerkrieg                           |
| 12. März 1995 | Bangladesch      | Anschlag in Chittagong | Awami-Liga       | sozialdemokratisch, bengali-nationalistisch |                            | Aktivisten                | 0        | 20        |                                                   |
| 12. März 1995 | Bangladesch      | Anschlag in Dhaka      | Streikende       |                                             | Sprengstoff, Steine        | Polizei                   | 0        | 50        |                                                   |
| 18. März 1995 | Türkei           | Anschlag in Ovacık     | PKK              | autonomistisch, kurdisch-sozialistisch      | Schusswaffe(n)             | Militärkonvoi             | 15 (+10) | 25        | Konflikt zwischen der Republik Türkei und der PKK |
| 20. März 1995 | Japan            | Anschlag in Tokio      | Ōmu Shinrikyō    | religiös                                    | Giftgas (Sarin)            | U-Bahn                    | 13       | 6252      |                                                   |
| 27. März 1995 | Burundi          | Anschlag in Gitega     |                  |                                             | Schusswaffe(n), Granate(n) | Flüchtlingslager          | 12       | 20        | Völkermorde in Burundi                            |
| 29. März 1995 | Deutschland      | Anschlag in Herrenberg | vermutlich PKK   | autonomistisch, kurdisch-sozialistisch      | Brandstiftung              | Türkisches Restaurant     | 0        | 4         |                                                   |

## April
| Datum/Beginn   | Betroffenes Land                  | Anschlag                        | Täter                             | Politische Ausrichtung                                                                    | Mittel                             | Ziel              | Tote     | Verletzte | Hintergrund                           |
| -------------- | --------------------------------- | ------------------------------- | --------------------------------- | ----------------------------------------------------------------------------------------- | ---------------------------------- | ----------------- | -------- | --------- | ------------------------------------- |
| 02. April 1995 | Palästinensische Autonomiegebiete | Anschlag in Gaza                | Hamas                             | palästinensisch-nationalistisch, sunnitisch-islamistisch, antizionistisch, antisemitisch  | Sprengsatz                         |                   | 8        | 30        | Israelisch-Palästinensischer Konflikt |
| 04. April 1995 | Philippinen                       | Anschlag in Ipil                | Abu Sajaf                         | islamistisch, islamisch-fundamentalistisch                                                | Geiselnahme, Bazookas              | Stadt             | 73 (+41) | 1         | Moro-Konflikt                         |
| 09. April 1995 | Palästinensische Autonomiegebiete | Anschlag in Kefar Darom         | Islamischer Dschihad in Palästina | palästinensisch-nationalistisch, islamistisch, islamisch-nationalistisch, antizionistisch | Selbstmordattentäter mit Autobombe | Bus               | 7 (+1)   | 40        | Israelisch-Palästinensischer Konflikt |
| 09. April 1995 | Zaire                             | Anschlag in Sud-Kivu            | Ehemalige Hutu-Soldaten           |                                                                                           | Automatische Schusswaffen          | Flüchtlingslager  | 26       |           |                                       |
| 11. April 1995 | Österreich                        | Anschlag von Ebergassing        | Linksextremisten                  | linksextremistisch                                                                        | Sprengstoff                        | Strommasten       | 0 (+2)   |           |                                       |
| 16. April 1995 | Thailand                          | Anschlag in Prachuap Khiri Khan |                                   |                                                                                           | Granate(n)                         | Restaurant        | 7        | 20        |                                       |
| 17. April 1995 | Nicaragua                         | Anschlag in Boaco               |                                   |                                                                                           | Sturmgewehr(e)                     | Bus               | 4        | 26        |                                       |
| 19. April 1995 | USA                               | Anschlag in Oklahoma City       | Timothy McVeigh, Terry Nichols    | rechtsextremistisch, regierungsfeindlich                                                  | Autobombe                          | Regierungsgebäude | 168      | 680+      |                                       |
| 20. April 1995 | Uganda                            | Atiak-Massaker                  | LRA                               | christlich                                                                                | Schusswaffen                       | Dorf, Zivilisten  | 300      |           | LRA-Konflikt                          |
| 21. April 1995 | Sri Lanka                         | Anschlag in Batticaloa          | LTTE                              | autonomistisch, tamilisch-sozialistisch                                                   | Mörser, Panzerfäuste               | Militärstützpunkt | 25       | 40        | Bürgerkrieg in Sri Lanka              |
| 25. April 1995 | Uganda                            | Anschlag in Gulu                | LRA                               | christlich                                                                                | Schusswaffe(n)                     | Militärstützpunkt | 21       | 0         | LRA-Konflikt                          |
| 28. April 1995 | Sri Lanka                         | Anschlag in Jaffna              | LTTE                              | autonomistisch, tamilisch-sozialistisch                                                   | Flugabwehrrakete                   | Militärflugzeug   | 38       | 0         | Bürgerkrieg in Sri Lanka              |
| 29. April 1995 | Sri Lanka                         | Anschlag in Jaffna              | LTTE                              | autonomistisch, tamilisch-sozialistisch                                                   | Flugabwehrrakete                   | Militärflugzeug   | 52       | 0         | Bürgerkrieg in Sri Lanka              |

## Mai
| Datum/Beginn | Betroffenes Land | Anschlag               | Täter | Politische Ausrichtung                  | Mittel         | Ziel              | Tote | Verletzte | Hintergrund              |
| ------------ | ---------------- | ---------------------- | ----- | --------------------------------------- | -------------- | ----------------- | ---- | --------- | ------------------------ |
| 05. Mai 1995 | Burundi          | Anschlag in Bujumbura  |       |                                         | Granaten       | Markt             | 0    | 31        | Völkermorde in Burundi   |
| 05. Mai 1995 | Japan            | Anschlag in Tokio      |       |                                         | Giftgas        | U-Bahn            | 0    | 0         |                          |
| 15. Mai 1995 | Japan            | Anschlag in Yokohama   |       |                                         | Giftgas        | U-Bahn            | 0    | 3         |                          |
| 23. Mai 1995 | Sri Lanka        | Anschlag in Batticaloa | LTTE  | autonomistisch, tamilisch-sozialistisch |                | Militärpatrouille | 27   | 0         | Bürgerkrieg in Sri Lanka |
| 25. Mai 1995 | Algerien         | Anschlag in Algier     |       |                                         | Sprengsatz     | Tennisclub        | 37   | 3         | Algerischer Bürgerkrieg  |
| 26. Mai 1995 | Sri Lanka        | Anschlag in Kallarawa  | LTTE  | autonomistisch, tamilisch-sozialistisch | Schusswaffe(n) | Dorf              | 42   |           | Bürgerkrieg in Sri Lanka |
| 28. Mai 1995 | Sri Lanka        | Anschlag in Batticaloa | LTTE  | autonomistisch, tamilisch-sozialistisch |                | Militärlager      | 23   | 0         | Bürgerkrieg in Sri Lanka |

## Juni
| Datum/Beginn  | Betroffenes Land | Anschlag                | Täter                                 | Politische Ausrichtung                          | Mittel         | Ziel                   | Tote | Verletzte | Hintergrund                       |
| ------------- | ---------------- | ----------------------- | ------------------------------------- | ----------------------------------------------- | -------------- | ---------------------- | ---- | --------- | --------------------------------- |
| 06. Juni 1995 | Sri Lanka        | Anschlag in Chandel     |                                       |                                                 | Schusswaffe(n) |                        | 13   | 20        |                                   |
| 09. Juni 1995 | Österreich       | Anschlag in Linz        | Belarusian Liberation Army            |                                                 | Briefbombe     | Hochzeitsagentur       | 0    | 2         |                                   |
| 10. Juni 1995 | Kolumbien        | Anschlag in Medellín    | FARC-EP                               | marxistisch-leninistisch, links-nationalistisch | Sprengstoff    | Denkmal                | 29   | 200       | Bewaffneter Konflikt in Kolumbien |
| 12. Juni 1995 | Sri Lanka        | Anschlag in Hikkaduwa   |                                       |                                                 | Sprengstoff    | Touristen              | 6    | 54        | Bürgerkrieg in Sri Lanka          |
| 14. Juni 1995 | Russland         | Anschlag in Budjonnowsk | Tschetschenische Republik Itschkerien | autonomistisch-tschetschenisch                  | Geiselnahme    | Krankenhaus            | 140+ | 415+      | Erster Tschetschenienkrieg        |
| 17. Juni 1995 | Australien       | Anschlag in Perth       | Bosco Boscovich, Maya Catts           |                                                 | Brandstiftung  | Französisches Konsulat | 0    | 0         |                                   |

## Juli
| Datum/Beginn  | Betroffenes Land | Anschlag                    | Täter                    | Politische Ausrichtung                                                                   | Mittel                      | Ziel                     | Tote   | Verletzte | Hintergrund                                       |
| ------------- | ---------------- | --------------------------- | ------------------------ | ---------------------------------------------------------------------------------------- | --------------------------- | ------------------------ | ------ | --------- | ------------------------------------------------- |
| 02. Juli 1995 | Japan            | Anschlag in Yokohama        |                          |                                                                                          | Giftgas                     | U-Bahnhof                | 0      | 36        |                                                   |
| 03. Juli 1995 | Burundi          | Anschlag in Kayanza         |                          |                                                                                          | Schusswaffe(n)              | Kommune                  | 22     | 7         | Völkermorde in Burundi                            |
| 03. Juli 1995 | Japan            | Anschlag in Yokohama        |                          |                                                                                          | Giftgas                     | Supermarkt               | 0      | 6         |                                                   |
| 03. Juli 1995 | Burundi          | Anschlag in Bujumbura       |                          |                                                                                          | Schusswaffe(n)              | Minibusse                | 16     | 25        | Völkermorde in Burundi                            |
| 04. Juli 1995 | Indien           | Anschlag in Pahalgam        | Al-Faran                 | islamistisch                                                                             | Entführung                  | Westliche Touristen      | 6      | 0         | Aufstand in Kaschmir                              |
| 04. Juli 1995 | Japan            | Anschlag in Tokio           |                          |                                                                                          | Giftgas                     | U-Bahn-Zug               | 0      | 0         |                                                   |
| 05. Juli 1995 | Japan            | Anschlag in Tokio           |                          |                                                                                          | Giftgas                     | Bahnhof                  | 0      | 3         |                                                   |
| 06. Juli 1995 | Burundi          | Anschlag in Bujumbura       |                          |                                                                                          | Granaten                    | Markt                    | 0      | 20        | Völkermorde in Burundi                            |
| 09. Juli 1995 | Pakistan         | Anschlag in Karatschi       | Muttahida-Qaumi-Bewegung | liberal, nationalistisch, säkularistisch                                                 |                             |                          | 12     | 20        |                                                   |
| 11. Juli 1995 | Burundi          | Anschlag in Muyinga         |                          |                                                                                          | Schusswaffen, Granaten      | Markt                    | 48     | 0         | Völkermorde in Burundi                            |
| 15. Juli 1995 | Burundi          | Anschlag in Cibitoke        |                          |                                                                                          | Granaten                    | Schule                   | 0      | 20        | Völkermorde in Burundi                            |
| 17. Juli 1995 | Deutschland      | Anschlag in Seligenstadt    |                          |                                                                                          | Brandstiftung               | Türkisches Geschäft      | 0      | 1         |                                                   |
| 20. Juli 1995 | Peru             | Anschlag in Trujillo        | Leuchtender Pfad         | marxistisch-leninistisch-maoistisch                                                      | Landmine(n), Schusswaffe(n) | Militärpatrouille        | 36     | 6         | Bewaffneter Konflikt in Peru                      |
| 20. Juli 1995 | Indien           | Anschlag in Jammu           | Harkat ul-Ansar          |                                                                                          | Motorrollerbombe            | Marktplatz               | 17     | 100       | Aufstand in Kaschmir                              |
| 21. Juli 1995 | Armenien         | Anschlag in Tawusch         |                          |                                                                                          | Sprengstoff                 | Markt                    | 2      | 20        |                                                   |
| 21. Juli 1995 | Slowakei         | Anschlag in Žiar nad Hronom | Neonazis                 | neonazistisch                                                                            | Brandstiftung               | Roma                     | 1      | 1         |                                                   |
| 23. Juli 1995 | Pakistan         | Anschlag in Kasur           |                          |                                                                                          | Sprengstoff                 | Bus                      | 3      | 25        |                                                   |
| 24. Juli 1995 | Israel           | Anschlag in Tel Aviv-Jaffa  | Hamas                    | palästinensisch-nationalistisch, sunnitisch-islamistisch, antizionistisch, antisemitisch | Selbstmordattentäter        | Bus                      | 6 (+1) | 32        | Israelisch-Palästinensischer Konflikt             |
| 25. Juli 1995 | Frankreich       | Anschlag in Paris           | GIA                      | salafistisch, wahhabitisch                                                               | Sprengkörper (Gasflasche)   | U-Bahn-Zug               | 8      | > 100     | Algerischer Bürgerkrieg                           |
| 26. Juli 1995 | Indien           | Anschlag in Jammu           | Harkat ul-Ansar          |                                                                                          | Motorrollerbombe            | Hindu-Tempel             | 1      | 42        | Aufstand in Kaschmir                              |
| 26. Juli 1995 | Deutschland      | Anschlag in Hamburg         | PKK                      | autonomistisch, kurdisch-sozialistisch                                                   | Brandstiftung               | Türkisches Kulturzentrum | 0      | 2         | Konflikt zwischen der Republik Türkei und der PKK |
| 28. Juli 1995 | Deutschland      | Anschlag in Köln            | Leon Bor                 |                                                                                          | Geiselnahme                 | Stadtrundfahrtbus        | 3      | 3         |                                                   |

## August
| Datum/Beginn    | Betroffenes Land        | Anschlag                      | Täter                      | Politische Ausrichtung                                                                   | Mittel                             | Ziel                 | Tote    | Verletzte | Hintergrund                           |
| --------------- | ----------------------- | ----------------------------- | -------------------------- | ---------------------------------------------------------------------------------------- | ---------------------------------- | -------------------- | ------- | --------- | ------------------------------------- |
| 06. August 1995 | Algerien                | Anschlag in Boufarik          |                            |                                                                                          | Selbstmordattentäter mit Autobombe | Elektrizitätswerk    | 11      | 25        | Algerischer Bürgerkrieg               |
| 06. August 1995 | Algerien                | Anschlag in Algier            |                            |                                                                                          | Granaten                           | Polizeifahrzeug      | 2       | 20        | Algerischer Bürgerkrieg               |
| 06. August 1995 | Burundi                 | Anschlag in Cibitoke          | Hutu-Extremisten           |                                                                                          | Schusswaffen, Granaten             | Flüchtlingslager     | 30      | 0         | Völkermorde in Burundi                |
| 07. August 1995 | Sri Lanka               | Anschlag in Colombo           | LTTE                       | autonomistisch, tamilisch-sozialistisch                                                  | Selbstmordattentäter               |                      | 24      | 40        | Bürgerkrieg in Sri Lanka              |
| 10. August 1995 | Algerien                | Anschlag in Medea             |                            |                                                                                          | Sprengsatz                         | Passagierzug         | 7       | 20        | Algerischer Bürgerkrieg               |
| 12. August 1995 | Venezuela               | Anschlag in Barquisimeto      |                            |                                                                                          | Tränengas                          | Veranstaltung        | 0       | 28        |                                       |
| 17. August 1995 | Frankreich              | Anschlag in Paris             | GIA                        | salafistisch, wahhabitisch                                                               | Sprengsatz                         | Arc de Triomphe      | 0       | 17        | Algerischer Bürgerkrieg               |
| 17. August 1995 | Spanien                 | Anschlag in Arnedo            | ETA                        | autonomistisch, baskisch-nationalistisch, marxistisch-leninistisch                       | Sprengstoff                        | Polizeikaserne       | 0       | 40        | Baskischer Konflikt                   |
| 21. August 1995 | Israel                  | Anschlag in Jerusalem         | Hamas                      | palästinensisch-nationalistisch, sunnitisch-islamistisch, antizionistisch, antisemitisch | Selbstmordattentäter               | Bus                  | 5 (+1)  | 100       | Israelisch-Palästinensischer Konflikt |
| 25. August 1995 | Finnland                | Anschlag in Helsinki          |                            |                                                                                          | Sprengstoff                        | Polizeistation       | 0       | 1         |                                       |
| 26. August 1995 | Somalia                 | Anschlag in Mogadischu        |                            |                                                                                          |                                    | Clans                | 22      | 150       | Somalischer Bürgerkrieg               |
| 26. August 1995 | Frankreich              | Versuchter Anschlag nahe Lyon | GIA                        | salafistisch, wahhabitisch                                                               | Sprengsatz                         | Zug                  | 0       | 0         | Algerischer Bürgerkrieg               |
| 27. August 1995 | Türkei                  | Anschlag in Istanbul          | Islamische Union Kurdistan | kurdisch-nationalistisch, islamisch-demokratisch                                         | Sprengsatz                         | Touristen            | 2       | 30        |                                       |
| 28. August 1995 | Bosnien und Herzegowina | Markale-Massaker              | Vojska Republike Srpske    | serbisch-nationalistisch                                                                 | Mörsergranaten                     | Markt                | 43      | 75        | Belagerung von Sarajevo, Bosnienkrieg |
| 31. August 1995 | Indien                  | Anschlag in Chandigarh        | Babbar Khalsa              | sikhistisch                                                                              | Selbstmordattentäter               | Beant Singh          | 16 (+1) | 30        | Aufstand im Punjab                    |
| 31. August 1995 | Algerien                | Anschlag in Algier            | GIA                        | salafistisch, wahhabitisch                                                               | Autobombe                          | Polizeihauptquartier | 9       | 104       | Algerischer Bürgerkrieg               |

## September
| Datum/Beginn       | Betroffenes Land | Anschlag                | Täter                      | Politische Ausrichtung                          | Mittel                | Ziel            | Tote | Verletzte | Hintergrund                       |
| ------------------ | ---------------- | ----------------------- | -------------------------- | ----------------------------------------------- | --------------------- | --------------- | ---- | --------- | --------------------------------- |
| 03. September 1995 | Frankreich       | Anschlag in Paris       | GIA                        | salafistisch, wahhabitisch                      | Schnellkochtopf-Bombe | Markt           | 0    | 4         | Algerischer Bürgerkrieg           |
| 06. September 1995 | Bangladesch      | Anschlag in Dhaka       |                            |                                                 | Sprengstoff           | Aktivisten      | 1    | 50        |                                   |
| 07. September 1995 | Frankreich       | Anschlag in Lyon        | GIA                        | salafistisch, wahhabitisch                      | Autobombe             | Jüdische Schule | 0    | 14        | Algerischer Bürgerkrieg           |
| 11. September 1995 | Ruanda           | Anschlag in Gisenyi     | Hutu-Extremisten           |                                                 | Schusswaffe(n)        | Dorf            | 111  | 15        | Völkermord in Ruanda              |
| 15. September 1995 | Bangladesch      | Anschlag in Chandpur    | Aktivisten                 |                                                 |                       | Aktivisten      | 0    | 35        |                                   |
| 16. September 1995 | Bangladesch      | Anschlag in Narayanganj | Streikende                 |                                                 |                       | Zug             | 0    | 60        |                                   |
| 17. September 1995 | Türkei           | Anschlag in Izmir       |                            |                                                 | Sprengsatz            | Kaufhaus        | 5    | 25        |                                   |
| 17. September 1995 | Bangladesch      | Anschlag in Dhaka       |                            |                                                 |                       |                 | 0    | 30        |                                   |
| 20. September 1995 | Kolumbien        | Anschlag in Apartadó    | FARC-EP                    | marxistisch-leninistisch, links-nationalistisch | Schusswaffe(n)        | Arbeiter        | 24   | 5         | Bewaffneter Konflikt in Kolumbien |
| 21. September 1995 | Bangladesch      | Anschlag in Dhaka       |                            |                                                 |                       | Studenten       | 0    | 20        |                                   |
| 25. September 1995 | Indien           | Anschlag in Delhi       | Khalistan Liberation Force | autonomistisch-sikhistisch                      | Sprengstoff           |                 | 0    | 46        |                                   |
| 28. September 1995 | Sri Lanka        | Anschlag in Kalkudah    | LTTE                       | autonomistisch, tamilisch-sozialistisch         |                       | Polizeiposten   | 22   | 0         | Bürgerkrieg in Sri Lanka          |

## Oktober
| Datum/Beginn     | Betroffenes Land | Anschlag                        | Täter                                    | Politische Ausrichtung                      | Mittel                                                 | Ziel                           | Tote    | Verletzte | Hintergrund                       |
| ---------------- | ---------------- | ------------------------------- | ---------------------------------------- | ------------------------------------------- | ------------------------------------------------------ | ------------------------------ | ------- | --------- | --------------------------------- |
| Oktober 1995     | Sri Lanka        | Anschlag in der Ostprovinz      | LTTE                                     | autonomistisch, tamilisch-sozialistisch     |                                                        | Singhalesische Zivilisten      | ~120    |           | Bürgerkrieg in Sri Lanka          |
| 02. Oktober 1995 | Sri Lanka        | Anschlag in der Ostprovinz      | LTTE                                     | autonomistisch, tamilisch-sozialistisch     | Selbstmordattentäter                                   | Marine-Landungsboot            | 15      | 34        | Bürgerkrieg in Sri Lanka          |
| 06. Oktober 1995 | Frankreich       | Anschlag in Paris               | GIA                                      | salafistisch, wahhabitisch                  | Sprengstoff                                            | Maison Blanche                 | 0       | 13        | Algerischer Bürgerkrieg           |
| 09. Oktober 1995 | USA              | Anschlag in Arizona             | Sons of the Gestapo                      |                                             | Sabotage                                               | Gleise, Passagierzug           | 1       | 78        |                                   |
| 10. Oktober 1995 | Algerien         | Anschlag in Khemis Miliana      | GIA                                      | salafistisch, wahhabitisch                  | Autobombe                                              | Kraftwerk                      | 3       | 30        | Algerischer Bürgerkrieg           |
| 11. Oktober 1995 | Brasilien        | Anschlag in Amambai             |                                          |                                             | Steine                                                 | Bürgermeisteramt               | 0       | 28        |                                   |
| 16. Oktober 1995 | Österreich       | Anschlag in Stronsdorf          | Neonazis                                 | neonazistisch                               | Briefbombe                                             | Syrischer Arzt                 | 0       | 1         |                                   |
| 16. Oktober 1995 | Österreich       | Anschlag in Poysdorf            | Neonazis                                 | neonazistisch                               | Briefbombe                                             | Menschenrechtsaktivist         | 0       | 1         |                                   |
| 17. Oktober 1995 | Bangladesch      | Anschlag in Brahmanbaria        |                                          | regierungsfeindlich                         | Brandstiftung                                          | Parteimitglieder               | 0       | 20        |                                   |
| 17. Oktober 1995 | Bangladesch      | Anschlag in Dhaka               |                                          | regierungsfeindlich                         | Sprengsatz                                             | Aktivisten                     | 0       | 40        |                                   |
| 17. Oktober 1995 | Bangladesch      | Anschlag in Chittagong          | Awami-Liga                               | sozialdemokratisch, bengali-nationalistisch | Automatische Schusswaffe(n)                            | Polizeistation                 | 0       | 100       |                                   |
| 17. Oktober 1995 | Frankreich       | Anschlag in Paris               | GIA                                      | salafistisch, wahhabitisch                  | Sprengsatz                                             | Pendlerzug                     | 0       | 29        | Algerischer Bürgerkrieg           |
| 18. Oktober 1995 | Kolumbien        | Anschlag nahe Bogotá            | vermutlich Linksextremisten              | linksextremistisch                          | Sprengsatz                                             | Soldaten in Bus                | 62      | 11        | Bewaffneter Konflikt in Kolumbien |
| 20. Oktober 1995 | Kroatien         | Anschlag in Rijeka              | al-Dschamāʿa al-islāmiyya                | sunnitisch-islamistisch                     | Selbstmordattentäter mit Autobombe                     | Polizeistation                 | 0 (+1)  | 29        | Bosnienkrieg                      |
| 20. Oktober 1995 | Sri Lanka        | Anschlag in Colombo             | LTTE                                     | autonomistisch, tamilisch-sozialistisch     | Sprengstoff, Automatische Schusswaffe(n), Panzerfäuste | Staatliche Ölgesellschaft      | 21 (+4) | 32        | Bürgerkrieg in Sri Lanka          |
| 21. Oktober 1995 | Sri Lanka        | Anschlag in der Nordwestprovinz | LTTE                                     | autonomistisch, tamilisch-sozialistisch     | Automatische Schusswaffe(n)                            | Dorf                           | 31      | 0         | Bürgerkrieg in Sri Lanka          |
| 22. Oktober 1995 | Saudi-Arabien    | Anschlag in Tabuk               |                                          |                                             | Sprengsätze                                            | Moschee                        | 7       | 101       |                                   |
| 22. Oktober 1995 | Algerien         | Anschlag in Relizane            | GIA                                      | salafistisch, wahhabitisch                  | Autobombe                                              | Dorf                           | 11      | 82        | Algerischer Bürgerkrieg           |
| 23. Oktober 1995 | Jugoslawien      | Anschlag in Batllava            |                                          |                                             | Schusswaffen                                           | Polizei                        | 0       | 3         | Jugoslawienkriege                 |
| 25. Oktober 1995 | Sri Lanka        | Anschlag in Jaffna              | LTTE                                     | autonomistisch, tamilisch-sozialistisch     | Schusswaffen                                           | Mutmaßliche Polizeiinformanten | 25      | 0         | Bürgerkrieg in Sri Lanka          |
| 26. Oktober 1995 | Sri Lanka        | Anschlag in der Nordwestprovinz | LTTE                                     | autonomistisch, tamilisch-sozialistisch     | Automatische Schusswaffe(n)                            | Dorf                           | 50      | 0         | Bürgerkrieg in Sri Lanka          |
| 26. Oktober 1995 | Kolumbien        | Anschlag in Cartagena           | vermutlich rechtsextreme Todesschwadrone | rechtsextremistisch                         | Schusswaffen                                           |                                | 144     | 0         | Bewaffneter Konflikt in Kolumbien |
| 31. Oktober 1995 | Irak             | Anschlag in Salah ad-Din        | PUK                                      | kurdisch-nationalistisch                    | Sprengsatz                                             | Irakischer Nationalkongress    | 26      | 70        | DPK-PUK-Konflikt                  |

## November
| Datum/Beginn      | Betroffenes Land | Anschlag                     | Täter                           | Politische Ausrichtung                  | Mittel                             | Ziel                                                           | Tote    | Verletzte | Hintergrund              |
| ----------------- | ---------------- | ---------------------------- | ------------------------------- | --------------------------------------- | ---------------------------------- | -------------------------------------------------------------- | ------- | --------- | ------------------------ |
| 01. November 1995 | Burundi          | Anschlag in Kayanza          | Hutu-Extremisten                |                                         | Schusswaffe(n)                     | Flüchtlingslager                                               | 42      | 0         | Völkermorde in Burundi   |
| 01. November 1995 | Burundi          | Anschlag in Bujumbura Mairie |                                 |                                         | Granaten                           | Flüchtlingslager                                               | 2       | 20        | Völkermorde in Burundi   |
| 05. November 1995 | Sri Lanka        | Anschlag in Ampara           | LTTE                            | autonomistisch, tamilisch-sozialistisch | Sprengstoff                        | Dorf                                                           | 2       | 37        | Bürgerkrieg in Sri Lanka |
| 06. November 1995 | Angola           | Anschlag in Cuanza Sul       |                                 |                                         | Landmine                           | Bus                                                            | 5       | 20        | Bürgerkrieg in Angola    |
| 11. November 1995 | Sri Lanka        | Anschlag in Colombo          | LTTE                            | autonomistisch, tamilisch-sozialistisch | 2 Selbstmordattentäter             | Armee-Hauptquartier, Soldaten, Polizisten, Zivilisten, Bahnhof | 17 (+2) | 59        | Bürgerkrieg in Sri Lanka |
| 13. November 1995 | Saudi-Arabien    | Anschlag in Riad             |                                 |                                         | Autobombe                          | Militärgebäude                                                 | 7       | 60        |                          |
| 15. November 1995 | Burundi          | Anschlag in Bujumbura Rural  | vermutlich Tutsi-Extremisten    |                                         | Schusswaffe(n)                     | Dorf                                                           | 20      | 0         | Völkermorde in Burundi   |
| 19. November 1995 | Pakistan         | Anschlag in Islamabad        | al-Dschihad                     | islamistisch                            | Selbstmordattentäter mit Autobombe | Ägyptische Botschaft                                           | 16 (+1) | 60        |                          |
| 20. November 1995 | Sri Lanka        | Anschlag in Ampara           | LTTE                            | autonomistisch, tamilisch-sozialistisch |                                    | Polizisten                                                     | 3       | 30        | Bürgerkrieg in Sri Lanka |
| 21. November 1995 | Bangladesch      | Anschlag in Sylhet           | Bangladesh Nationalist Party    | nationalistisch, konservativ            | Automatische Schusswaffe(n)        | Aktivisten                                                     | 1       | 25        |                          |
| 21. November 1995 | Indien           | Anschlag in Neu-Delhi        | Jammu and Kashmir Islamic Front | autonomistisch, islamistisch            | Sprengsatz                         | Restaurant                                                     | 0       | 23        | Aufstand in Kaschmir     |
| 21. November 1995 | Irak             | Anschlag in Salah ad-Din     | Demonstranten                   |                                         | Sprengsatz                         | Parteigebäude                                                  | 12      | 20        |                          |
| 22. November 1995 | Bangladesch      | Anschlag in Dhaka            | Demonstranten                   |                                         | Sprengstoff                        | Polizisten                                                     | 0       | 50        |                          |
| 24. November 1995 | Sri Lanka        | Anschlag in Colombo          | LTTE                            | autonomistisch, tamilisch-sozialistisch | 2 Selbstmordattentäter             | Militärgebäude, Zivilisten                                     | 16 (+2) | 50        | Bürgerkrieg in Sri Lanka |
| 28. November 1995 | Philippinen      | Anschlag in Kabacan          |                                 |                                         | Granaten                           | Markt                                                          | 1       | 28        |                          |

## Dezember
| Datum/Beginn      | Betroffenes Land | Anschlag                | Täter                   | Politische Ausrichtung                                          | Mittel                                  | Ziel                     | Tote | Verletzte | Hintergrund                |
| ----------------- | ---------------- | ----------------------- | ----------------------- | --------------------------------------------------------------- | --------------------------------------- | ------------------------ | ---- | --------- | -------------------------- |
| 01. Dezember 1995 | Pakistan         | Anschlag in Lahore      |                         |                                                                 | Sprengstoff                             | Bus                      | 3    | 20        |                            |
| 03. Dezember 1995 | China            | Anschlag in Shenzhen    |                         |                                                                 |                                         | Zivilisten               | 4    | 100       |                            |
| 04. Dezember 1995 | Russland         | Anschlag in Grosny      | CRI                     | autonomistisch-tschetschenisch                                  | Autobombe                               | Basar, Regierungsgebäude | 11   | 60+       | Erster Tschetschenienkrieg |
| 05. Dezember 1995 | Sri Lanka        | Anschlag in Batticaloa  | LTTE                    | autonomistisch, tamilisch-sozialistisch                         | Selbstmordattentäter mit Schusswaffe(n) | Polizeilager             | 57   | 0         | Bürgerkrieg in Sri Lanka   |
| 05. Dezember 1995 | Zaire            | Anschlag in Sud-Kivu    |                         |                                                                 | Landmine                                | Bus                      | 4    | 31        |                            |
| 06. Dezember 1995 | Indien           | Anschlag in Ludhiana    |                         |                                                                 | Sprengstoff                             | Markt                    | 0    | 22        |                            |
| 11. Dezember 1995 | Spanien          | Anschlag in Madrid      | ETA                     | autonomistisch, baskisch-nationalistisch                        | Autobombe                               | Militärfahrzeug          | 6    | 19        | ETA-Konflikt               |
| 12. Dezember 1995 | Algerien         | Anschlag in Algier      | GIA                     | salafistisch, wahhabitisch                                      | Autobombe                               | Café                     | 15   | 40        | Algerischer Bürgerkrieg    |
| 20. Dezember 1995 | Algerien         | Anschlag in Mostaganem  |                         |                                                                 | Sprengsatz                              | Café                     | 1    | 23        | Algerischer Bürgerkrieg    |
| 21. Dezember 1995 | Pakistan         | Anschlag in Peschawar   | Afghanische Extremisten |                                                                 | Selbstmordattentäter mit Autobombe      | Kaufhaus                 | 42   | 100       |                            |
| 23. Dezember 1995 | Sri Lanka        | Anschlag in Batticaloa  | LTTE                    | autonomistisch, tamilisch-sozialistisch                         |                                         | Soldaten                 | 93   | 34        | Bürgerkrieg in Sri Lanka   |
| 25. Dezember 1995 | Südafrika        | Anschlag in Izingolweni | vermutlich IFP          | föderalistisch, konservativ, antikommunistisch, nationalistisch | Schuss- und Stichwaffen                 | Dorf, Zivilisten         | 14   | 20        | Apartheid                  |
| 25. Dezember 1995 | Zaire            | Anschlag in Goma        |                         |                                                                 | Granate                                 | Soldaten                 | 5    | 0         |                            |